# Shmi Skywalker
Shmi Skywalker är mor till Anakin Skywalker i filmerna om Stjärnornas krig. Hon spelas av Pernilla August i Star Wars: Episod I - Det mörka hotet och Star Wars: Episod II - Klonerna anfaller.
Anakin reste från henne tillsammans med jediriddaren Qui-Gon Jinn för att bli tränad till jedi. Hon och Anakin var slavar som ägdes av den vresige skrothandlaren Watto. Några år efter att Anakin hade rest blev hon köpt av fuktfarmaren Cliegg Lars, som sedan befriade henne från slaveriet och gifte sig med henne. Hon blev senare tillfångatagen av Sandfolket. Anakin som hade haft mardrömmar om hennes död reste från Naboo tillsammans med Padmé Amidala och R2-D2 för att söka efter henne. Anakin fick då veta att Sandfolket tagit henne. Han lånade en speeder av Cliegg Lars son, Owen Lars för att försöka finna och rädda sin mor. Han kom dock för sent till sandfolkets läger. Shmi dog senare i hans armar.